# Bolla
Bolla este un gen de fluturi din familia Hesperiidae. 

## Specii
Conține următoarele specii:
- Bolla antha Evans, 1953
- Bolla atahuallpai (Lindsey, 1925)
- Bolla boliviensis (Bell, 1937)
- Bolla brennus (Godman & Salvin, [1896])
- Bolla catharina (Bell, 1937)
- Bolla clytius (Godman & Salvin, [1897])
- Bolla cupreiceps (Mabille, 1891)
- Bolla cybele Evans, 1953
- Bolla cyclops (Mabille, 1877)
- Bolla cylindus (Godman & Salvin, [1896])
- Bolla dorsolaciniae Steinhauser, 1989
- Bolla eusebius (Plötz, 1884)
- Bolla evippe (Godman & Salvin, [1896])
- Bolla fenestra Steinhauser, 1991
- Bolla giselus (Mabille, 1883)
- Bolla litus (Dyar, 1912)
- Bolla mancoi (Lindsey, 1925)
- Bolla morona (Bell, 1940)
- Bolla nigerrima Mabille & Boullet, 1917
- Bolla oiclus (Mabille, 1889)
- Bolla orsines (Godman & Salvin, [1896])
- Bolla phylo Mabille, 1903
- Bolla saletas (Godman & Salvin, [1896])
- Bolla solitaria Steinhauser, 1991
- Bolla sonda Evans, 1953
- Bolla subapicatus (Schaus, 1902)
- Bolla zora Evans, 1953
- Bolla zorilla (Plötz, 1886)